# Little Me
Little me est une comédie musicale, livret de Neil Simon, paroles et musique de Cy Coleman.
Mise en scène et chorégraphiée par Bob Fosse en 1962, cette comédie musicale est inspirée des mémoires de Belle Poitrine recueillis par Patrick Dennis (« Petite Belle. Les souvenirs intimes de Belle Poitrine »). L'ensemble des amoureux de Belle Poitrine sont joués par le même acteur, le comique Sid Caesar. Le spectacle reçoit deux Tony Awards en 1963 : Bob Fosse pour sa chorégraphie et Swen Swenson pour son interprétation de George Musgrove.
Le spectacle est repris en 1982 mise en scène par Robert Drivas et chorégraphié par Peter Gennaro. Mais cette fois, les rôles créés par Sid Caesar sont partagés entre deux acteurs.
Dans la nouvelle mise en scène et chorégraphie de Rob Marshall en 1999, Martin Short reprend l'ensemble des rôles multiples de Amos Pinchley, Benny Buchsbaum, Fred Poitrine, Noble Eggleston, Otto Schnitzler, Le Prince Cherney, L'Ivrogne et Val du Val et reçoit un Tony Award.